# Bowes Museum

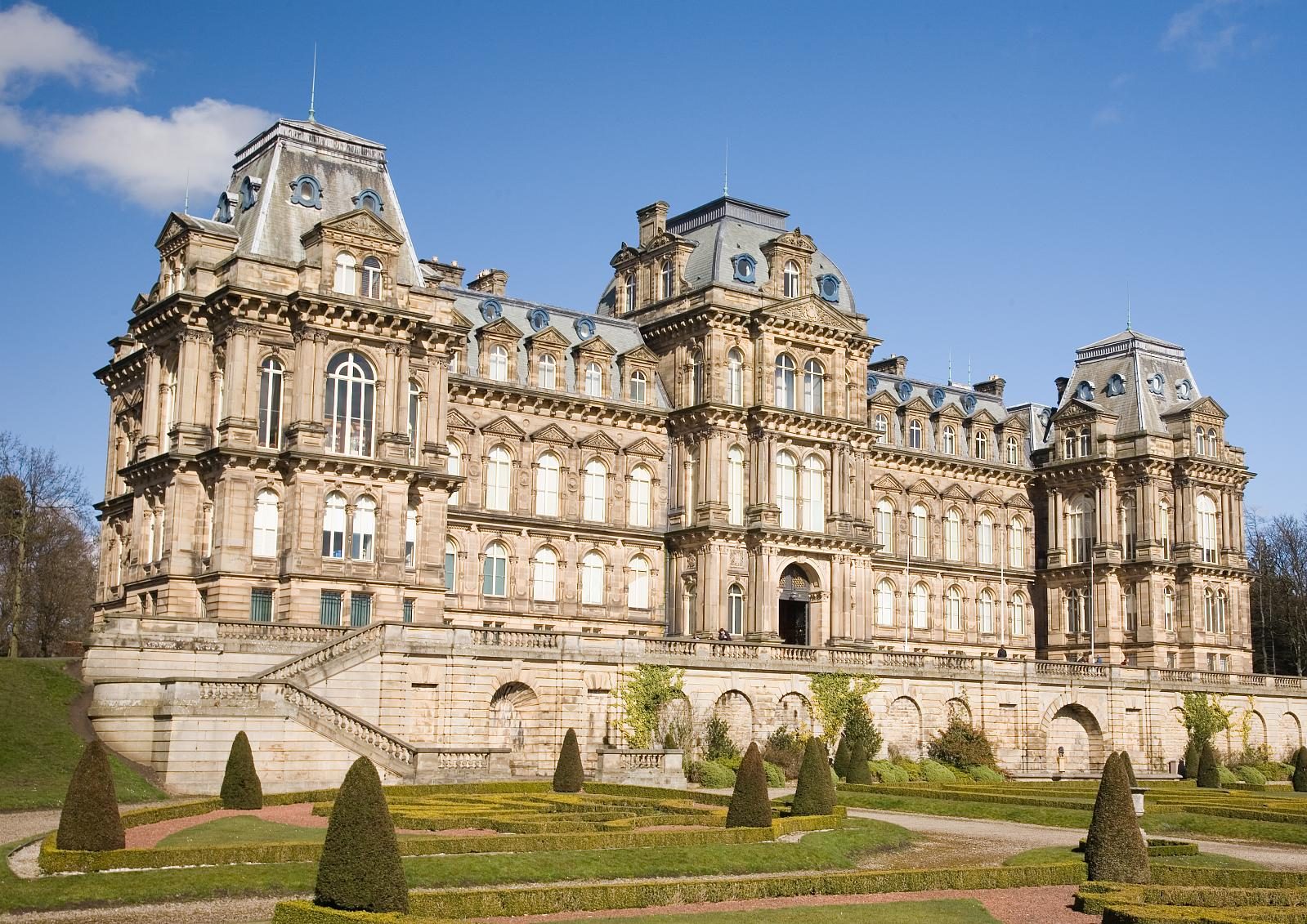
Bowes Museum

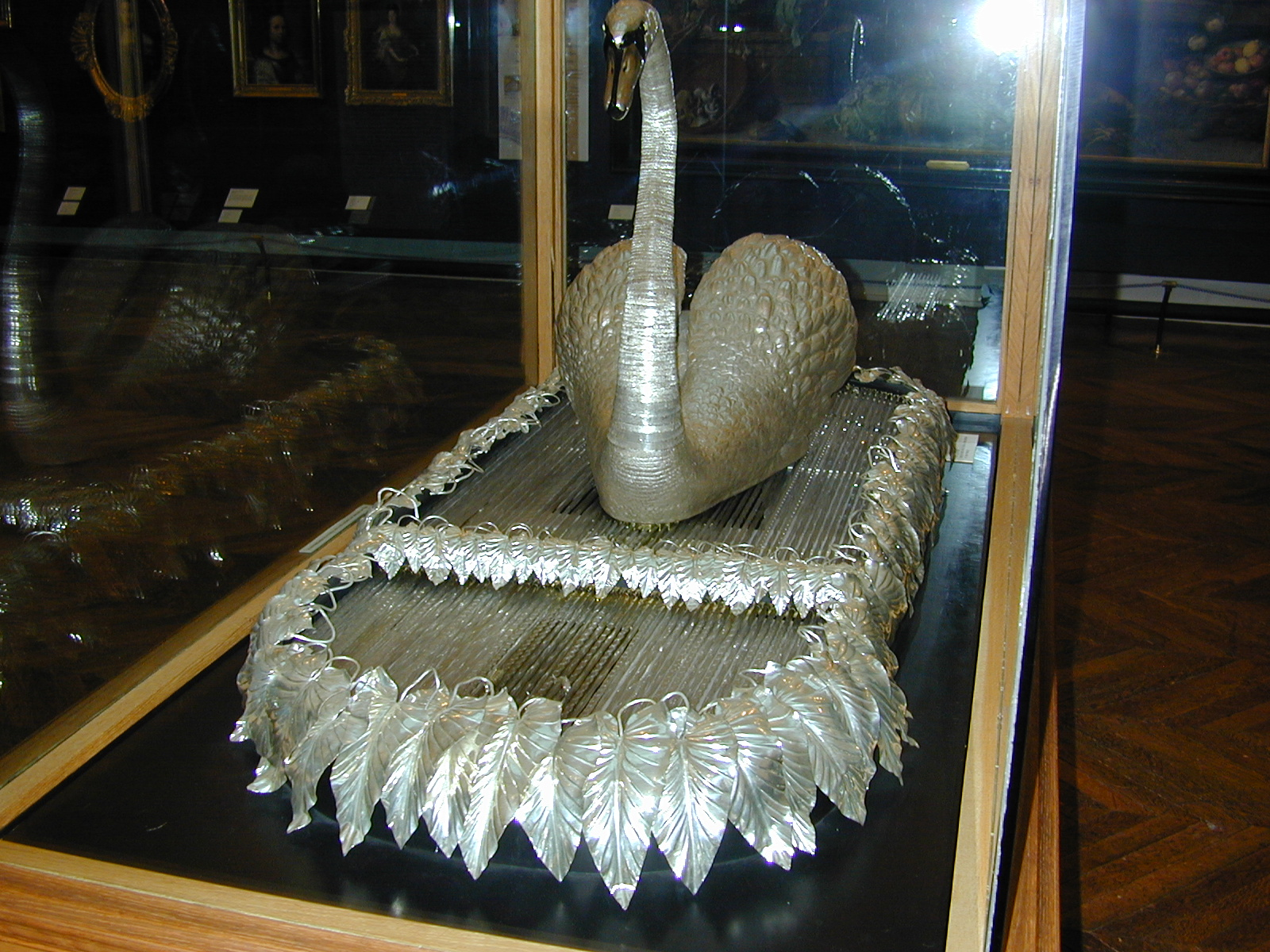
Der silberne Schwan (The Silver Swan)

Das Bowes Museum ist ein Kunstmuseum in Barnard Castle im Osten Nordenglands.
Das Museum wurde von dem englischen Kunstsammler John Bowes (1811–1885) gestiftet, der jedoch noch vor der Eröffnung 1892 verstarb. Als Architekt wurde der Franzose Jules Pellechet (1829–1903) beauftragt, der es im Stile eines großangelegten Châteaus mit Parkanlage entwarf.
Das Museum verfügt über eine bedeutende Sammlung europäischer Maler, die unter anderem Werke von Anthonis van Dyck, El Greco, Francisco Goya, Giovanni Battista Pittoni, Canaletto, Jean-Honoré Fragonard, François Boucher, Pierre-Henri de Valenciennes, Allan Ramsay, Thomas Gainsborough und William Turner umfasst. Neben den Gemälden werden auch dekorative Kunst, Textilien, Keramiken, Uhrwerke und Automaten sowie Kostüme ausgestellt. Zu den bekanntesten Exponaten des Museums gehört der von dem Juwelier und Unternehmer James Cox hergestellte silberne Schwan, ein von mehreren Uhrwerken angetriebener Automat.